# 安井顕比
安井 顕比（やすい あきちか、1830年7月31日（文政13年6月12日） - 1893年（明治26年）9月7日）は、幕末の加賀藩士。明治時代の官吏。金沢藩権大参事。越後府権知事。幼名は源太郎、のち半右衛門、そののち和介また條平、その後、通称を改め顕比。号は青軒、錦山。

## 経歴
加賀藩士。安井顕久の子として、加賀小松（現石川県小松市）に生まれる。改作奉行、壮猶館横目、軍艦奉行を歴任。文久・元治の激動期には加賀藩勤王党を側面から指導した。
1868年（明治元年）前田直信に従い上洛。長州藩の木戸孝允、大村益次郎、広沢真臣らと往来し、加賀藩家老本多政均の入京時に、大村益次郎に会わせ、加賀長州連合を図り、遅れをとった加賀藩を新政府の主流にのせるべく尽力した。
同年4月、内国事務局権判事として新潟在勤、北越戦争では軍務局事務を兼ね、1870年（明治3年）金沢藩権大参事となった。のち知藩事前田慶寧の命により世子利嗣の教育掛として随伴し上京。1873年（明治6年）三条実美に蝦夷地開拓の建議書を提出した。
晩年は官界を退き藩史料編纂に従事した。